# 디스패치 테이블
컴퓨터 과학에서 디스패치 테이블 (Dispatch table)은 메서드들을 가리키는 포인터들이나 메소드들의 테이블이다. 이런 테이블을 사용하는 것은 객체 지향 프로그래밍에서 늦은 바인딩을 구현하는 기본적인 기술이다.

## 펄 (Perl) 구현
아래는 펄을 통해 디스패치 테이블을 구현하였다. 
```
 
#define the table using one anonymous code-ref and one named code-ref

 
my
 
%dispatch
 
=
 
(

   
"-h"
 
=>
 
sub
 
{
  
return
 
"hello\n"
;
 
},

   
"-g"
 
=>
 
\&
say_goodbye

 
);

 
sub
 
say_goodbye
 
{

   
return
 
"goodbye\n"
;

 
}

 
#fetch the code ref from the table, and invoke it

 
my
 
$sub
 
=
 
$dispatch
{
$ARGV
[
0
]};

 
print
 
$sub
 
?
 
$sub
->
()
 
:
 
"unknown argument\n"
;

```

이 Perl 프로그램을 perl greet -h 명령어로 돌리면 "hello"를 보여주고, perl greet -g 명령어는 "goodbye"를 보여준다.

## 자바스크립트 구현
아래는 자바스크립트로 구현한 디스패치 테이블이다.
```
var
 
thingsWeCanDo
 
=
 
{

    
doThisThing
      
:
 
function
()
 
{
 
/* behavior */
 
},

    
doThatThing
      
:
 
function
()
 
{
 
/* behavior */
 
},

    
doThisOtherThing
 
:
 
function
()
 
{
 
/* behavior */
 
},

    
default
          
:
 
function
()
 
{
 
/* behavior */
 
}

};

var
 
doSomething
 
=
 
function
(
doWhat
)
 
{

    
var
 
thingToDo
 
=
 
thingsWeCanDo
.
hasOwnProperty
(
doWhat
)
 
?
 
doWhat
 
:
 
"default"

    
thingsWeCanDo
[
thingToDo
]();

}

```

## 가상 메소드 테이블
가상 메소드를 지원하는 객체 지향 프로그래밍 언어에서 컴파일러는 자동으로 가상 메서드를 포함하는 클래스의 각 객체마다 디스패치 테이블을 생성한다. 이 테이블은 가상 메소드 테이블(또는 vtable)이라고 불리며, 모든 가상 메서드는 이 vtable을 통해 보내진다.

## 같이 보기
- 분기 테이블